# Force feedback

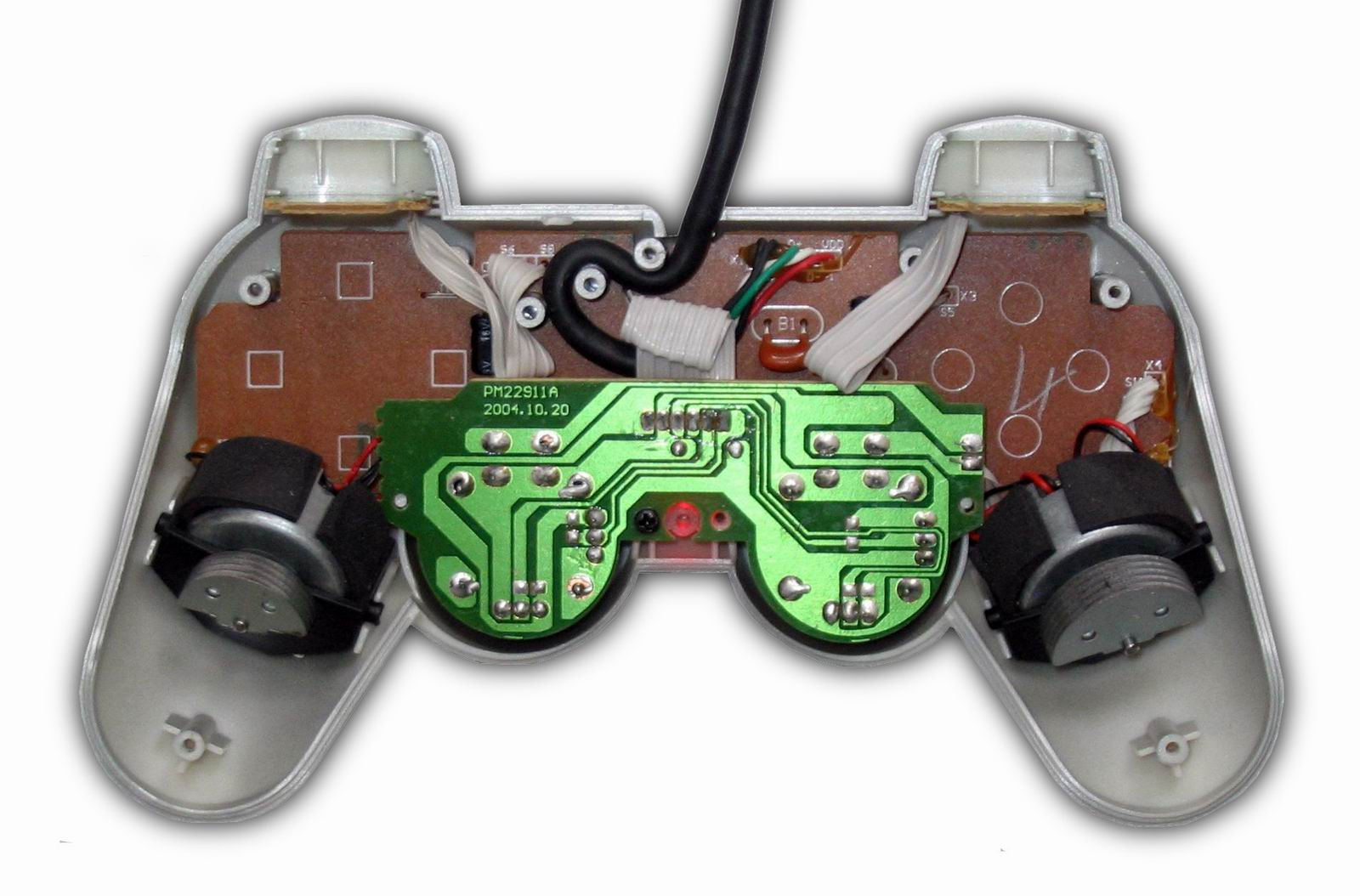
Геймпад всередині; в руків'ях видно електродвигуни з ексцентриками, що забезпечують зворотній зв'язок

Force feedback (форс фідбек) — система, яка реалізує  тактильний зворотний зв'язок (feedback) ігрового  керма, джойстика або будь-якого іншого  ігрового контролера, в  комп'ютерних іграх.
Види:
- Активний — за певних ігрових ситуацій кермо мимовільно повертається в ту чи іншу сторону (для джойстика — відхилення важеля);
- Пасивний — коли в кермі стоїть пружина, і при його відхиленні вона повертає кермо у вихідне положення;
- Вібрація — за певних ігрових моментів кермо починає вібрувати.

В ігрових системах force feedback вперше був застосований в ігровому автоматі Out Run (1986), де гравець займав сидяче положення — зворотний зв'язок забезпечувався через кермо. На ігрових приставках такий вид зворотного зв'язку вперше використовувався в контролерах DualShock приставки PlayStation і в додатковому пристрої Rumble Pak для Nintendo 64.